# Crawley
Crawley este un oraș și un district ne-metropolitan din Regatul Unit, aflat în comitatul West Sussex, regiunea South East, Anglia.